# Blattella eisneri
Blattella eisneri är en kackerlacksart som beskrevs av Roth, L. M. 1985. Blattella eisneri ingår i släktet Blattella och familjen småkackerlackor. Inga underarter finns listade.